# Place au soleil
Pour l’article homonyme, voir Une place au soleil.
« Une place au soleil » (Platz an der Sonne, en allemand) est une expression utilisée pour désigner les nouvelles ambitions coloniales de l'Empire allemand, au début du XXe siècle. Cette expression a été utilisée le 6 décembre 1897 par le ministre des Affaires étrangères (et futur chancelier) Bernhard von Bülow et le 18 juin 1901 par le kaiser Guillaume II.

## Contexte et conséquences
Alors que la France et la Grande-Bretagne se partagent les terres coloniales, l'Allemagne reste à l'écart de ce jeu de puissances. Bien que la population prussienne soit totalement focalisée sur le contentieux lancinant avec la France, le nouveau Kaiser Guillaume II a compris l'enjeu économique, militaire et diplomatique que recouvre la question coloniale. C'est donc au cours des années 1890 que l'Allemagne va s'établir en Chine et au Moyen-Orient et commence à nouer des relations privilégiées avec l'Empire ottoman qui aboutissent en 1914 au ralliement de ce dernier aux puissances centrales. 

## Conséquences
En réclamant « une place au soleil », le prince Von Bülow (et le Kaiser Guillaume II par la suite) illustre la nouvelle diplomatie allemande : plus ambitieuse et plus revendicatrice. Cette nouvelle politique internationale amènera notamment à trois crises européennes majeures du début du XXe siècle : le plan Tirpitz, la crise de Tanger et le coup d'Agadir. Elle culminera en 1914 avec l'embrasement du jeu des alliances et la déclaration de la Première Guerre mondiale. 